# Daniel Teklehaimanot
Daniel Teklehaimanot Girmazion (* 10. November 1988 in Geza lamza) ist ein eritreischer Straßenradrennfahrer.

## Sportliche Laufbahn
Daniel Teklehaimanot stammt aus einer Familie mit 13 Kindern, seine Eltern betreiben eine Landwirtschaft. Auf dem Fahrrad seines Vaters lernte er das Radfahren. Als er mit zwölf Jahren auf eine weiterführende Schule wechselte, trat er dem Verein Subzone Debarwa bei. Zu dieser Zeit bekam er sein erstes Rennrad.
2007 gewann Teklehaimanot die sechste Etappe bei der Tour of Eritrea, und bei den Panafrikanischen Spielen belegte er den achten Platz im Straßenrennen. Im Jahr darauf wurde er eritreischer Meister im Straßenrennen. Ende der Saison fuhr er für das polnische Continental Team Amore & Vita-McDonald's als Stagiaire. Bei den Afrikameisterschaften in Marokko wurde Teklehaimanot Fünfter im Einzelzeitfahren und Achter im Straßenrennen. 2009 unterzog er sich einer Herzoperation in der Schweiz, da sein Herz bei hoher Belastung extrem schnell schlug.
Bei den Afrikameisterschaften 2010 in Ruanda konnte er nicht nur den ersten kontinentalen Einzeltitel für einen Radsportler aus Eritrea in der Eliteklasse erringen, sondern als erster Sportler überhaupt alle drei Titel im Mannschaftszeitfahren (mit Natnael Berhane, Ferekalsi Debessay und Jani Tewelde), Einzelzeitfahren und Straßenrennen gewinnen.
Im Juni 2015 sicherte sich Teklehaimanot mit 39 Zählern Vorsprung auf Gesamtsieger Chris Froome die Bergwertung des Critérium du Dauphiné und ist damit der erste aus Afrika stammende Radsportler, der ein Wertungstrikot bei einem Rennen der UCI WorldTour gewann. Ende des gleichen Monats gewann er die Zeitfahrmeisterschaft seines Heimatlandes.
Am 9. Juli 2015 eroberte Teklehaimanot auf der sechsten Etappe der Tour de France das Gepunktete Trikot. Damit war er der erste Afrikaner in der Radsportgeschichte, der dieses Trikot für die Bergwertung bei der Tour de France trug, ein „Meilenstein für den afrikanischen Radsport“. Damit war er nach den beiden Südafrikanern Daryl Impey, 2013 in Gelb, und Robert Hunter, 2001 in Weiß, der dritte Afrikaner überhaupt, der ein Wertungstrikot der Tour trug.
Im Juni 2016 gewann Teklehaimanot erneut die Bergwertung beim Critérium du Dauphiné. Zudem sicherte er sich die Landesmeistertitel im Zeitfahren sowie im Straßenrennen. Bis einschließlich 2019 errang er zehn Titel als Afrikameister.
2018 fuhr Daniel Teklehaimanot ab 6. Februar für das französische Team Cofidis, doch wurde am Ende seines Jahres sein Vertrag nicht verlängert. 2019 bestritt er aber noch weitere Rennen. So errang er die Silbermedaille im Mannschaftszeitfahren bei den Afrikaspielen.

## Ehrungen
2015 wurde Daniel Teklehaimanot zu Afrikas Radsportler des Jahres gewählt.

## Erfolge
2008
- Eritreischer Meister – Straßenrennen
- Afrikameister – Einzelzeitfahren (U23)
- Afrikameisterschaften – Straßenrennen (U23)

2009
- zwei Etappen Tour Eritrea

2010
- eine Etappe Coupe des Nations Ville Saguenay
- Afrikameister – Mannschaftszeitfahren
- Afrikameister – Einzelzeitfahren (Elite und U23)
- Afrikameister – Straßenrennen (Elite und U23)
- Gesamtwertung und eine Etappe Tour of Rwanda

2011
- Afrikameister – Mannschaftszeitfahren
- Afrikameister – Einzelzeitfahren
- eine Etappe La Tropicale Amissa Bongo Ondimba
- Eritreischer Meister – Einzelzeitfahren
- Gesamtwertung und drei Etappen Kwita Izina Cycling Tour
- eine Etappe Tour d’Algérie

2012
- Afrikameister – Mannschaftszeitfahren
- Afrikameister – Einzelzeitfahren
- Eritreischer Meister – Einzelzeitfahren
- Eritreischer Meister – Straßenrennen

2013
- Afrikameister – Mannschaftszeitfahren
- Afrikameister – Einzelzeitfahren
- Prueba Villafranca de Ordizia

2015
- Afrikameister – Mannschaftszeitfahren
- Afrikameisterschaft – Einzelzeitfahren
- Bergwertung Critérium du Dauphiné
- Eritreischer Meister – Einzelzeitfahren

2016
- Afrikameisterschaft – Einzelzeitfahren
- Bergwertung Critérium du Dauphiné
- Eritreischer Meister – Einzelzeitfahren
- Eritreischer Meister – Straßenrennen

2017
- Eritreische Meisterschaft – Einzelzeitfahren

2018
- Eritreischer Meister – Einzelzeitfahren

2019
- Afrikaspiele – Mannschaftszeitfahren

## Grand Tour-Platzierungen
| Grand Tour            | 2012 | 2013 | 2014 | 2015 | 2016 | 2017 |
| --------------------- | ---- | ---- | ---- | ---- | ---- | ---- |
| Giro d’ItaliaGiro     | –    | –    | –    | –    | –    | 111  |
| Tour de FranceTour    | –    | –    | –    | 49   | 85   | –    |
| Vuelta a EspañaVuelta | 146  | –    | 47   | –    | –    | –    |

## Teams
- 2008 Amore & Vita-McDonald’s (Stagiaire)
- 2010 Cervélo TestTeam (Stagiaire)
- 2012 Orica GreenEdge
- 2013 Orica GreenEdge
- 2014 MTN Qhubeka
- 2015 MTN-Qhubeka
- 2016 Team Dimension Data
- 2017 Team Dimension Data
- 2018 Cofidis, Solutions Crédits (ab 6. Februar)